# Maxime Boulard de Villeneuve
Pour les articles homonymes, voir Boulard et Villeneuve.
 (février 2018).
Si vous disposez d'ouvrages ou d'articles de référence ou si vous connaissez des sites web de qualité traitant du thème abordé ici, merci de compléter l'article en donnant les références utiles à sa vérifiabilité et en les liant à la section « Notes et références ».
René Louis Maxime Boulard de Villeneuve, né en 1883 à Paris et mort en 1971 à Nice, est un artiste peintre paysagiste français.

## Biographie
Maxime Boulard de Villeneuve est né le 12 mars 1883 dans le 8e arrondissement de Paris. Il est le fils unique de Maurice Boulard de Villeneuve (1856-1918) et de Marguerite Chesnard, morte en couches. Maurice Boulard de Villeneuve s’est remarié, et Maxime a eu un demi-frère et une demi-sœur de la nouvelle union de son père. Maxime Boulard de Villeneuve épouse Georgette Martin, artiste peintre comme lui, en 1914.
Jeune homme, dans son Paris natal, Maxime Boulard de Villeneuve a été pris dans les mouvements artistiques révolutionnaires du moment. En 1901, il s’installe à Montmartre, où il loue un studio avec son ami Francis Picabia. Il subit l'influence des Fauves pendant quelques années avant d'assagir son style. De 1922 à 1939, il expose des paysages et des portraits au Salon de Paris. En 1926, il présente deux paysages de Montmorency au Salon des indépendants.
En 1929, il se fait remarquer en exposant à la Galerie J. Allard à Paris des paysages d'Enghien, Montmorency, Deuil, Groslay, Villefranche et Nice.
Sa quête d’une atmosphère poétique le conduit dans le sud de la France où il vécut la plus grande partie de sa vie.
Après sa mort le 17 novembre 1971 à Nice, la galerie américaine Wally Findlay rachète une grande partie de ses œuvres lors de la vente de son atelier, et organise en 1975, à Palm-Beach en Floride, une exposition rétrospective du peintre.

## Œuvres
Maxime Boulard de Villeneuve aborde des sujets de la vie quotidienne et peint son environnement. Après des incursions dans le fauvisme et le cubisme au début des années 1900, il est influencé par Pierre Bonnard.

« Il aimait flâner à travers toutes les provinces de France, et peindre ports, places de villages, jardins en terrasse, et chemins de campagne. Choisel, Nice, Antibes, Saint Bazile, Biot, Villefranche, et Vence, ont été maintes fois représentées par le peintre, tant dans ses premières œuvres que dans celles de la maturité.[réf. nécessaire] »

- Vierges bretonnes, (musée Jules Chéret, Nice)